# Hans-Peter Bühler
Hans-Peter Bühler, nascido em 1 de fevereiro de 1942 em Estugarda (Alemanha), é um historiador e negociante de arte e mecenas de vários museus e instituições europeias, que vive em Portugal desde 2006.

## Biografia
Hans-Peter Bühler estudou história da arte e arqueologia em Munique, Heidelberg e Wurtzburgo. Concluiu o seu Doutoramento em Arqueologia, na Universidade de Wurtzburgo, em 1967, com orientação da Professora Erika Simon, com a tese sobre Vasos antigos de calcedónia (Antike Gefässe aus Chalcedonen), que veio a ser publicada em 1973, sob o título “Antike Gefäße aus Edelsteinen” (“Vasos antigos de pedras preciosas”). Casou-se com Marion Bühler-Brockhaus, descendente direta do fundador da enciclopédia Brockhaus. Hans-Peter Bühler ingressou na casa de arte fundada por seu avô em 1905. Após sete anos de atividade bem-sucedida em Estugarda, ele abriu uma galeria em Munique com foco no pré-impressionismo e impressionismo alemão e francês. Entretanto escreveu alguns livros de arte e trabalhou como especialista de arte. Em 2004, ele doou 41 pinturas, desenhos e esculturas da coleção de Corot a Monet De Barbizon ao Impressionismo ao Museu de Belas Artes de Leipzig.
Radicados em Setúbal, Portugal, Hans-Peter Bühler e sua esposa fundaram em 2008 a Fundação cultural Bühler-Brockhaus, que se destacou pelo amplo com apoio nas áreas de arte e cultura, de que merece referência o mecenato de várias grandes esculturas na cidade de Setúbal.
Como arqueólogo e colecionador, Hans-Peter Bühler e Marion Bühler-Brockhaus, doaram cerca de 300 obras da antiguidade clássica ao Museu Regional de Arqueologia D. Diogo de Sousa, em Braga, incluindo um busto de mármore do Imperador Augusto.

## Doações para museus e instituições (seleção)

### Na Alemanha
- Coleções de Pintura ao Estado da Baviera.
- Pinturas, desenhos e esculturas ao Museu de Belas Artes de Leipzig em 2004.

#### Quadros (seleção)
- Eugène Carrière (1849-1906): A Ninfa Echo, 1880. Bayerische Staatsgemäldesammlungen Munique, 1981.
- Rosa Bonheur (1822-1899): Cavaleiros surpreendidos por uma chuva, 1882. Inv. 3134.
- Jean-Baptiste Camille Corot (1796-1875): Lenhadores. Inv. 3136.
- Jean-Baptiste Camille Corot (1796-1875): Memória de Dardagny. Inv. 3137.
- Jean-Baptiste Camille Corot (1796-1875): As vindimas. Inv. 3138.
- Charles-François Daubigny (1817-1878): Balsa em Bonnières. Inv. 3142.
- Charles-François Daubigny (1817-1878): O pomar ao pôr do sol. Inv. 3141.
- Henri Fantin-Latour (1836-1904): Zínias. Inv. 3146.
- Henri Fantin-Latour (1836-1904): Maçãs. Inv. 3148.
- Jean-François Millet (1814-1875): Costa rochosa em Gréville, 1854. Inv. 3152.
- Claude Monet (1840-1926): Barcos na praia de Etretat, 1883. Inv. 3153.
- Theodore Rousseau (1812-1867): O forno da aldeia. Inv. 3153.

#### Desenhos (seleção)
- Edgar Degas (1834-1917): Mulheres com guarda-sóis. Inv. 2001-121.
- Eugène Delacroix (1798-1863): Leoa sentada, leão em pé. Inv. 2001-122.
- Jean-François Millet (1814-1875): Homem cavando. Inv. 2001-124.

#### Esculturas (seleção)
- Jean-Baptiste Carpeaux (1827-1875): Porquê nascer escravo ? Inv. P. 853.
- Jean-Baptiste Carpeaux (1827-1875): O chinês. Inv. P. 852.
- Jules Dalou (1838-1902): A leitora. Inv. P. 855.
- Jules Dalou (1838-1902): Estátua do camponês. Inv. P. 857.

#### Livros
- Biblioteca constituía por 434 publicações de história da arte na pintura francesa do século XIX, 2005.

#### Outras doações ao Museu de Belas Artes de Leipzig
- Max Liebermann (1845-1935): Passeio no Tiergarten, 2006. Inv.3241.
- Max Liebermann (1845-1935): Rua em Scheveningen, 1891, 2017.[3]

### Em França
- Eugène Boudin (1824-1898): Berck, a costa, 1881. Musée du Touquet, Le Touquet, 1998.
- Jules Dalou (1838-1902) A Bolonhesa, (Mulher de Boulogne-sur-Mer), 1876. Bronze. Musée du Touquet, 1998.
- Henri Matisse (1869-1954): Mulher reclinad (Femme accoudée). Desenho. Musée Départemental Matisse, Le Cateau – Cambrésis, 2019.[4]

### Na Holanda
- Max Liebermann (1845-1935): Menina andando. Museu Singer Laren.

### Em Portugal

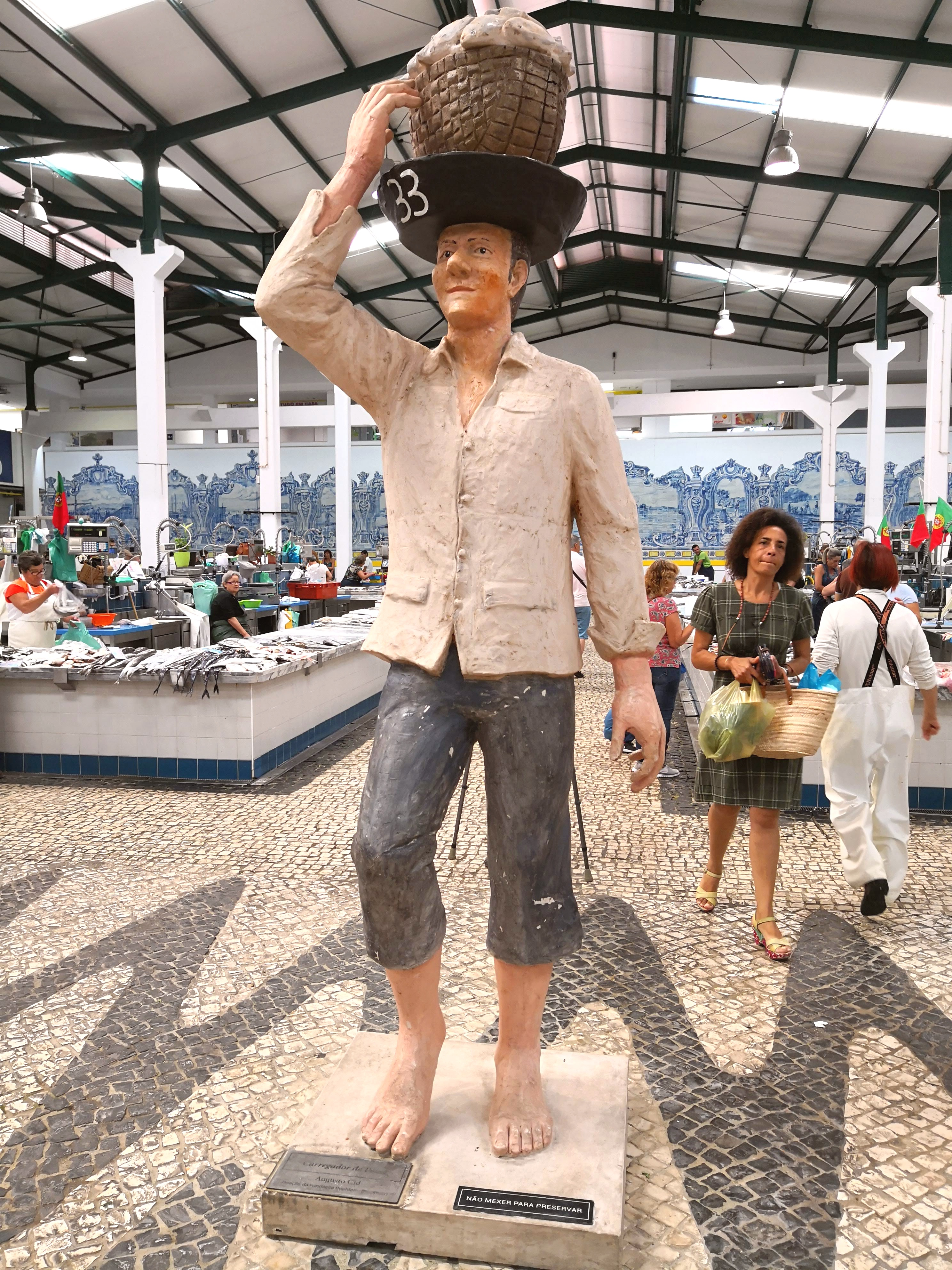
Descarregador de Peixe no Mercado do Livramento

#### Doação para a cidade de Setúbal
A fundação doou à cidade de Setúbal as seguintes obras:
- 4 estátuas de barro, em tamanho real (Homem do talho, Descarregador de peixe, Mulher das flores e das frutas, e Mulher dos ovos e galinhas), obras de Augusto Cid expostas no Mercado do Livramento, 2011.[6]
- Grande escultura de mármore (Grupo de golfinhos) em espaço público, de Carlos Andrade, 2017.[7]
- Grande estátua de Luísa Todi, de Sérgio Vicente, em aço inox, frente ao Fórum Luísa Todi, 2012.[8]
- Grande estátua de Zefiro em aço inox de Sérgio Vicente, 2013.[9]
- Grande escultura em mármore "Sardinhas" de Luísa Perienes na rotunda das Fontainhas, 2012.
- Escultura romana: Cautopates (séc. III) e o "Calvário" do século XVII, ao Museu da cidade de Setúbal no Convento de Jesus, 2020.[10]
- Em 1 de junho de 2021, o casal Bühler-Brockhaus fez um donativo de 500 mil euros ao Centro Hospitalar de Setúbal E.P.E., que foi utilizado como contribuição na construção da Unidade de Internamento de Curta Duração (UICD), do Serviço de Urgência Geral, que entrou em funcionamento no dia 23 de fevereiro de 2023.[11]

#### Doação ao Museu de Arqueologia D. Diogo de Sousa em Braga
|                                                                                      |  |                            |
| Mosaico romano (séc. III): Casamento de Pelops e Hipodamia, coleção Bühler-Brockhaus |  | Busto do Imperador Augusto |

- 200 peças da antiguidade clássica: peças de mármore, esculturas em mármore, bronze e terracota, mosaicos romanos, vasos cerâmicos gregos e etruscos, unguentários romanos em vidro, utensílios, equipamentos e adornos em bronze e metais nobres, incluindo bustos de mármore dos imperadores romanos Augusto e Trajano.[12]
- Em 2021, o mesmo casal fez uma doação de 410 mil euros que foi utilizada em trabalhos de beneficiação e requalificação. A obra inclui a limpeza e pintura do edifício e a melhoria dos seus sistemas de segurança e iluminação.[13]

Coleção Bühler-Brockhaus do Museu D. Diogo de Sousa no Wikimedia Commons

## Condecorações
- 2010: Ordem do Mérito do Estado da Saxônia, 19 de agosto de 2010.

## Publicações
- Hans-Peter Bühler (1979). Die Schule von Barbizon Französische Landschaftsmalerei im 19. Jahrhundert (em alemão). [S.l.]: Bruckmann. ISBN 3-7654-1761-0.
- HansPeter, Bühler; Albrecht, Krückl (1989). Heinrich Bürkel (em alemão). [S.l.: s.n.] ISBN 3-7654-2232-0.
- Hans-Peter Bühler (1993). Jäger Kosaken und polnische Reiter, Josef von Brandt, Alfred von Wierusz-Kowalski, Franz Roubaud und der Münchner Polenkreis (em alemão). [S.l.: s.n.] ISBN 3-487-09655-2.
- Hans-Peter Bühler (2003). Corot bis Monet Von Barbizon zum Impressionismus; Schenkung Bühler-Brockhaus an das Museum der bildenden Künste Leipzig (em alemão). [S.l.: s.n.] ISBN 978-3-00-011003-0.
- Hans-Peter Bühler (2015). Arqueologia, Coleção Bühler-Brockhaus, Museu de Setúbal, Convento de Jesus. Col: Coleção Bühler-Brockhaus. [S.l.: s.n.] ISBN 978-989-96430-1-7.
- Bühler, Hans-Peter (2020). GRECO-ROMAN WORLD Ancient Mediterranean Art (The Bühler-Brockhaus Donation: Museu de Arqueologia D. Diogo de Sousa, Braga [Portugal) (em inglês). Setúbal: Fundação Bühler-Brockhaus. ISBN 978-989-96430-2-4.

Além de artigos em revistas de arte, Bühler também é coautor de:
- Hans-Peter Bühler, 1981-1983 e 1993-1994. Bruckmanns Lexikon der Münchner Kunst (em alemão). 6. [S.l.]: Bruckmann. ISBN 3-7654-1801-3.
- AKL Allgemeines Künstlerlexikon. Die Bildenden Künstler aller Zeiten und Völker, De Gruyter, DOI.[14] (em alemão)
- Horst Ludwig; Sonia Baranov; Hans-Peter Bühler. Münchner Maler im 19. Jahrhundert (em alemão). [S.l.]: Bruckmann. ISBN 3-7654-1801-3.